# Mwenga
Mwenga est une localité, chef-lieu du territoire éponyme de la province du Sud-Kivu en république démocratique du Congo.

## Géographie
Elle est située sur la route nationale RN 2 à 120 km au sud-ouest du chef-lieu provincial Bukavu.

## Administration
Chef-lieu territorial, la localité n'apparaît cependant pas dans le décompte des électeurs des communes de la province pour les élections de 2018.